# هارون بروكس
هارون بروكس (بالإنجليزية: Aaron Brooks)‏ هو لاعب كرة قدم أمريكية أمريكي، ولد في 24 مارس 1976 في نيوبورت نيوز في الولايات المتحدة.

## وصلات خارجية
- هارون بروكس على موقع إي إس بي إن.كوم (أن.أف.أل)3
- هارون بروكس على موقع مرجع كرة القدم المحترفة.كوم (الإنجليزية)
- هارون بروكس على موقع إن إن دي بي (الإنجليزية)